# Ангерер, Надин
Надин Ангерер (нем. Nadine Marejke „Natze“ Angerer; род. 10 ноября 1978[…], Лор-на-Майне, Бавария) — немецкая футболистка, вратарь. Обладательница Золотого мяча ФИФА. Двукратная чемпионка мира (2003, 2007), пятикратная чемпионка Европы (1997, 2001, 2005, 2009, 2013) и трёхкратный бронзовый призёр Олимпийских игр (2000, 2004, 2008) в составе сборной Германии. В настоящее время тренирует вратарей в американском клубе Портленд Торнс.

## Достижения

### Клубные
Турбина Потсдам
- Победитель Лиги чемпионов УЕФА: 2004/05
- Чемпион Германии (2): 2003/04, 2005/06
- Обладатель Кубка Германии (3): 2003/04, 2004/05, 2005/06

Франкфурт
- Обладатель Кубка Германии: 2010/11

### Международные
- Чемпион мира (2): 2003, 2007
- Чемпион Европы (5): 1997, 2001, 2005, 2009, 2013
- Бронзовый призёр Олимпийских игр (3): 2000, 2004, 2008

### Индивидуальные
- Лучший вратарь чемпионата мира по футболу среди женщин 2007 года
- Серебряный лавровый лист;
- Лучшая спортсменка Германии: 3-е место: 2007
- Игрок года ФИФА: 4-е место 2008
- Лучшая футболистка Европы: 3-е место 2013
- Золотой мяч ФИФА: 2013.